# TONY GOGO
TONY GOGO（トニー ゴーゴー、1955年? - ）は、アメリカ合衆国出身のロックダンサー。ロックダンスを作った「THE LOCKERS」のメンバー。現在は日本に帰化しており、GOGO BROTHERSの父親。

## 概要
ロックダンスを作ったアメリカのダンスチーム「THE LOCKERS」のメンバーの一員で、日本にロックダンスを広めた人物。
息子のREIとYUUはロックダンスのユニット「GOGO BROTHERS」を結成しており、2006年にOLD SKOOLのワールドカップといわれるUK B-Boy ChampionshipsのLOCKING部門で優勝し、ロックダンス界の頂点に立った。

## テレビ出演
- ソウル・トレイン（en:Soul Train）